# Gustav Albrecht von Schlabrendorf
Gustav Albrecht von Schlabrendorf (né le 22 décembre 1703 et mort le 26 octobre 1765 à Breslau) est un général de division royal prussien, chef du 1er régiment de cuirassiers.

## Biographie
Ses parents sont Johann Christian von Schlabrendorf (mort le 1er septembre 1720) et Anna Augusta Elisabeth von Pfuel (de) de la branche de Zehsen (de). Son père est seigneur de Groß- et Klein-Beuthen. Son frère cadet est Ernst Wilhelm von Schlabrendorf, ministre d'État de Silésie.
Il entre très tôt au service prussien et participe à la campagne du Rhin de 1734/1735. En 1735, il devient lieutenant dans le 7e régiment de dragons (de) et capitaine le 8 septembre 1739. Lors de la première guerre de Silésie, il combat à ses côtés lors de la bataille de Chotusitz en 1742.
En 1745, il devient major et combat le 15 décembre à la bataille de Kesselsdorf. En 1751, il devient lieutenant-colonel et participe à la guerre de Sept Ans le 8 juin 1757 à la bataille de Gross-Jägersdorf. En 1758, il devient colonel et combat à la bataille de Zorndorf. Dès 1759, il devint général de division. La même année, il reçoit également le 1er régiment de cuirassiers. Il combat sous les ordres de von Wedel contre les Suédois, puis sous les ordres du général de Dohna contre l'armée impériale, puis sous les ordres du général Christian Friedrich von Diericke (de) en Poméranie contre les Suédois et sous les ordres du général von Wunsch en Saxe.

## Famille
Il se marie le 12 novembre 1742 avec Christiane Amalie Ernestine von Roëll (de) (morte en août 1785), fille du major-général Friedrich Alexander von Roëll (de). Le couple a trois fils et une fille :
- August Wilhelm Léopold Eugenius (né le 28 mars 1748 et mort le 12 juillet 1796) et Hans Alexander Albrecht (mort en 1795) sont élevés au rang de comtes par le roi Frédéric-Guillaume II de Prusse le 31 octobre 1786. Ils meurent cependant sans descendance masculine, et le domaine ancestral de Gröben revient ainsi à la deuxième lignée silésienne des comtes de Schlabrendorf[5]
- Sa fille Henriette Hélène Albertine (1747-1783) se marie le 3 janvier 1771, le chef du corps franc prussien Karl Theophil Guichard (1724-1775).